# Journée mondiale des grands-parents et des personnes âgées
Vous pouvez aider à l'améliorer ou bien discuter des problèmes sur sa page de discussion.
- La traduction doit être revue. Le contenu est difficilement compréhensible à cause d’erreurs de traduction, peut-être dues à l’utilisation d’un logiciel de traduction automatique. (Marqué depuis février 2025)
- Il est orphelin : moins de trois articles lui sont liés. Aidez à ajouter des liens en plaçant le code [[Journée mondiale des grands-parents et des personnes âgées]] dans les articles relatifs au sujet. (Marqué depuis février 2025)

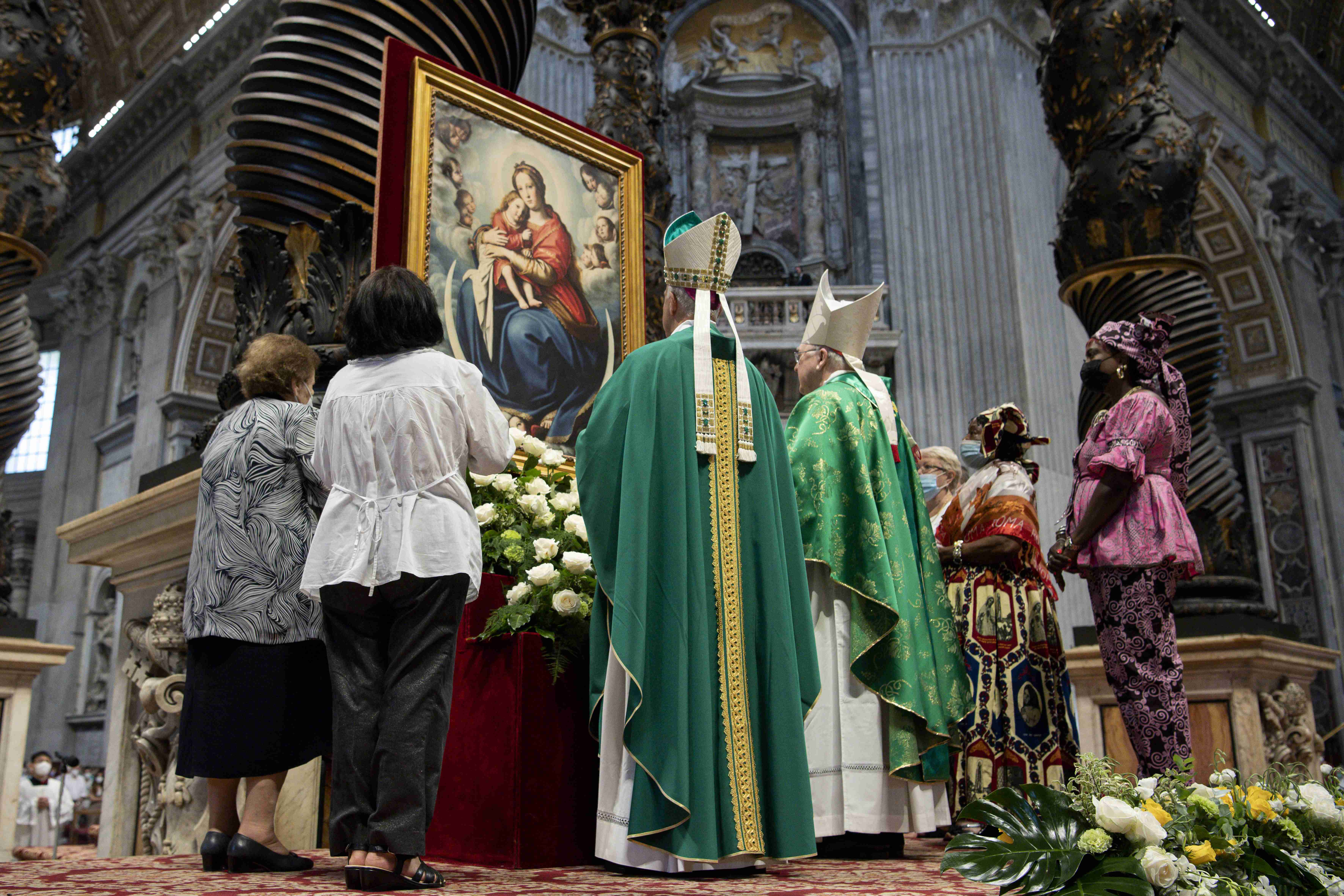
Une image de la célébration de la première Journée mondiale des grands-parents et des personnes âgées dans la basilique Saint-Pierre de Rome, le 25 juillet 2021

La Journée mondiale des grands-parents et des personnes âgées est une célébration de l’Église catholique instituée par le pape François pour honorer et reconnaître le rôle important que jouent les grands-parents et les personnes âgées dans la société et les communautés ecclésiales. Elle a été annoncée après la récitation de l'Angélus le 31 janvier 2021 .
Elle a lieu chaque quatrième dimanche de juillet, à l'occasion de la mémoire liturgique des saints Joachim et Anne, les « grands-parents » de Jésus, qui, dans le calendrier de l'Église catholique de rite latin, tombe le 26 juillet.

## Histoire
L'institution de cette journée est liée à la pandémie de Covid 19 qui, notamment lors de la première vague en 2020, a particulièrement touché la population âgée. Cette Journée est une reconnaissance par le pape François et par toute l’Église catholique de l’importance des personnes âgées dans la transmission de la foi et la sauvegarde des racines culturelles et spirituelles.

### Célébration
La promotion de la Journée et la coordination des événements qui lui sont liés sont confiées au Dicastère pour les laïcs, la famille et la vie. La Journée est célébrée dans toutes les parties du monde en organisant des célébrations eucharistiques destinées aux personnes âgées et en encourageant les visites aux personnes âgées seules.
La première Journée mondiale des grands-parents et des personnes âgées a été célébrée le dimanche 25 juillet 2021 avec le thème : « Je suis avec vous tous les jours » (cf. Mt 28, 20).
La deuxième Journée mondiale a été célébrée le dimanche 24 juillet 2022 avec pour thème : « Dans la vieillesse, ils porteront encore du fruit » (Ps 92, 15) . À cette occasion, le cardinal Angelo De Donatis a célébré la messe dans la basilique Saint-Pierre à 10 heures, sur mandat du pape. Le Dicastère pour les laïcs, la famille et la vie a mis à disposition des différents diocèses une série de matériels pastoraux et liturgiques ainsi que des suggestions pour participer à la Journée, notamment en célébrant une messe ou en rendant visite aux personnes âgées seules.

### IIIeJournée mondiale
La troisième Journée mondiale a été célébrée le dimanche 23 juillet 2023 avec pour thème : « Sa miséricorde s'étend de génération en génération » (Lc 1, 50). A cette occasion, le pape François a présidé une messe à laquelle ont assisté environ 8 000 personnes.

### IVeJournée mondiale
La quatrième Journée mondiale a été célébrée le dimanche 28 juillet 2024 avec pour thème : « Ne m’abandonne pas dans la vieillesse » (cf. Ps 71, 9).

### VeJournée mondiale
La cinquième Journée mondiale, qui sera célébrée le dimanche 27 juillet 2025, a pour thème : « Heureux celui qui n'a pas perdu l'espoir » (cf. Si 14, 2).

### Thèmes annuels
Chaque année, le Pape choisit un thème spécifique pour guider les réflexions et les célébrations. Par exemple, le thème de l’année 2025 est « Heureux celui qui n'a pas perdu l'espoir », ce qui s’inscrit dans le contexte du Jubilé de l’espérance.